# Dungeons & Dragons – Die Macht der Elemente
Dungeons & Dragons – Die Macht der Elemente (Originaltitel: Dungeons & Dragons: Wrath of the Dragon God) ist ein US-amerikanischer Fernsehspielfilm aus dem Jahr 2005. Er ist als Fortsetzung zu dem Film Dungeons and Dragons gedreht, der in thematischer Anlehnung an das gleichnamige Rollenspiel-System Dungeons and Dragons produziert wurde.

## Handlung
Damodar, ein Zauberer und Finsterling erster Güte, wurde im ersten Teil des Films von Profion, dessen Handlanger er war, mit einem Fluch belegt. Jedoch verschied Profion, ohne Damodar zu erlösen, welcher fortan als Untoter auf der Welt verweilt. 100 Jahre lang sucht Damodar eine Möglichkeit, den Fluch zu lösen, bis der auf den schwarzen Orb stößt. Dieser schwarze Orb bündelt und verwahrt die Kräfte des Schwarzen Drachen und ist seit tausend Jahren an einem sicheren Ort verwahrt, den kein Lebender betreten kann. Damodar sinnt auf Rache. Er bringt den Orb an sich und damit wird der auf ihm lastende Fluch gelöst. Mittels der Kraft des nun aktivierten schwarzen Orbs erwacht bei Mondfinsternis der Schwarze Drache, der einst Land und Leute terrorisierte und dessen Lebenskraft im Orb gebündelt ist; Damodar sinnt auf Rache an Izmer, in dem er einst ein angesehener und mächtiger Mann war.
Durch die Vision von Melora, einer jungen Magierin, wird die durch Damodar drohende Gefahr erkannt. Es gelingt Damodar, bei Meloras Vision kurzzeitig eine Verbindung mit ihr herzustellen, und sie mit seinem eigenen Fluch zu infizieren. Fortan leidet Melora an dem Fluch, der sich auf ihrem Körper ausbreitet und sie mehr und mehr zu einer Untoten zu verwandeln droht. Ein Wettlauf gegen die Zeit beginnt.
Berek, ehemaliger Führer der Königlichen Wache von Izmer, wird vom Rat von Izmer ausgesendet, um den Orb zurückzuerobern. Begleitet wird er von vier weiteren Helden, die die Fähigkeiten Intelligenz, Weisheit, Ehre und Stärke symbolisieren. Es sind Lux – die Barbarin, Dorian – der Paladin, Ormaline – die elfische Zauberin und Nim – der Zwerg und Mitglied der Schurkengilde. Parallel arbeitet der Rat mit Hilfe Meloras an einer Lösung der Deaktivierung des schwarzen Orbs. Nach einigem Hin- und Her und der Bestehung mehrerer Abenteuer und Kämpfe schließlich bringen sie den schwarzen Orb zurück nach Izmer.
Mittels des schwarzen Orbs gelingt es Melora eine Kammer zu öffnen, welche als Tempel der elementaren Macht des Naturgottes dient. In ihr gelingt es Melora, die Elementare Macht zu erwecken. Schließlich wird die Elementare Macht in einem weißen Orb gebündelt. Melora versucht mittels des weißen Orbs dem Drachen Einhalt zu gebieten, dieser fliegt aber weiterhin seine Angriffe auf Izmer; Melora ist durch Damodars Fluch zu stark geschwächt, um den Orb richtig einsetzen zu können. Erst nachdem Berek Damodar stellt und ihn zwingt, den Fluch auf Melora zu lösen, kann sie die Naturkräfte gegen den Drachen richtig einsetzen. Dieser versinkt daraufhin im See und wird vom Berg verschluckt, in dem er fortan wieder im Schlaf liegt. Izmer ist gerettet, Damodar landet im Kerker.

## Kritik
„Mäßiger Fantasy-Spaß mit unbekannten Darstellern und einem mangelhaft entwickelten Buch.“

„Schon die erste Verfilmung des Fantasy-Rollenspiels war eine Gurke. Doch diese in Litauen gedrehte C-Produktion über den Kampf um das Königreich Izmir setzt dem Ganzen mit grottigen CGI-Effekten und miesen Dialogen […] die Krone auf.“

„Zugegebenermaßen ist die Story nicht unbedingt die tiefgründigste […]. Die dafür erforderlichen Faktoren, wie z.B. Spezialeffekte, gute Kostüme und einigermaßen gute Schauspieler, besitzt bzw. befriedigt ‚Dungeons & Dragons 2‘ allemal. […] Er [der Film] wirkt alles in allem sehr abwechslungsreich und somit auch nicht langweilig. Obwohl der Film lediglich zu Beginn zwei Handlungsstränge verfolgt, gehen diese im späteren Verlauf gut ineinander über. […] Außerdem bin ich überrascht, dass mit einem wesentlich kleineren Budget als z. B. bei ‚Herr der Ringe‘ ein fast genauso unterhaltsamer Streifen entstehen kann. Ein Meilenstein wird er jedoch niemals werden […]. ‚Dungeons & Dragons 2‘ […] bietet so ziemlich alles [für D&D-/HdR-Fans], was deren Herz begehren dürfte.“